# Sparna nigrolineata
Sparna nigrolineata là một loài bọ cánh cứng trong họ Cerambycidae.